# RTON Skrzyczne
RTON Skrzyczne – zlokalizowany na Skrzyczne Radiowo-Telewizyjny Ośrodek Nadawczy, składający się z 87-metrowej metalowej wieży i budynku zarządu. Zasięg tej stacji nadawczej jest bardzo znaczny, mimo mylącej nazwy "Ośrodek Nadawczy" (zamiast RTCN) i obejmuje większą część województwa śląskiego, zachodnią województwa małopolskiego (w tym nawet miasto Kraków) i wschodnią – opolskiego, a także obszary przygraniczne Słowacji i Czech. Z RTON Skrzyczne emitowane analogowo są obecnie cztery rozgłośnie radiowe i cyfrowo – 4 pakiety DVB-T. Na obiekcie znajdują się również radioamatorskie przemienniki radiowe: SR9B, SR9EE oraz SR9SK. Nadawanie analogowej telewizji naziemnej zakończyło się 19 marca 2013 roku. Obiekt powstały w 1992 roku, jest własnością EmiTel Sp. z o.o.

## Parametry
- Wysokość posadowienia podpory anteny: 1248 m n.p.m.
- Wysokość zawieszenia systemów antenowych: Radio: 68, TV: 82 m n.p.t.

## Transmitowane programy
3 czerwca 2020 w ramach uwalniania częstotliwości telewizyjnych w górnym paśmie UHF pod internet bezprzewodowy, nastąpiło przełączenie MUX-1 z częstotliwości 746 MHz (kanał 55), na docelową częstotliwość 474 MHz (kanał 21), oraz MUX-2 z częstotliwości 770 MHz (kanał 58) na częstotliwość 626 MHz (kanał 40). Moce nadajników pozostały bez zmian.

### Programy telewizyjne - cyfrowe
| Nazwa multipleksu | Częstotliwość (MHz) | Kanał | Moc (kW) | Polaryzacja | Charakterystyka promieniowania | Standard nadawania | Kompresja | Data uruchomienia nadajnika |
| ----------------- | ------------------- | ----- | -------- | ----------- | ------------------------------ | ------------------ | --------- | --------------------------- |
| MUX 1             | 650 MHz             | 43    | 100 kW   | pozioma (H) | kierunkowa (D)                 | DVB-T2             | HEVC      | 7 grudnia 2011              |
| MUX 2             | 490 MHz             | 23    | 100 kW   | pozioma (H) | kierunkowa (D)                 | DVB-T2             | HEVC      | 23 grudnia 2010             |
| MUX 3 (Katowice)  | 634 MHz             | 41    | 50 kW    | pozioma (H) | kierunkowa (D)                 | DVB-T              | MPEG-4    | 19 marca 2013               |
| MUX 4             | 474 MHz             | 21    | 50 kW    | pozioma (H) | kierunkowa (D)                 | DVB-T2             | HEVC      | 25 kwietnia 2022            |
| MUX 6             | 498 MHz             | 24    | 50 kW    | pozioma (H) | kierunkowa (D)                 | DVB-T2             | HEVC      | 27 kwietnia 2021            |
| MUX 8             | 191,5 MHz           | 7     | 1,5 kW   | pionowa (V) | kierunkowa (D)                 | DVB-T              | MPEG-4    | 1 grudnia 2016              |

### Programy radiowe – cyfrowe
| Skład multipleksu | Częstotliwość | Kanał | Moc nadajnika | Polaryzacja | Kierunkowość | Kompresja      |
| --- | ------------- | ----- | ------------- | ----------- | ------------ | -------------- |
| DAB+ - Polskie Radio Program I - Polskie Radio Program II - Polskie Radio Program III - Czwórka - Polskie Radio Dzieciom - Program IV Polskie Radio 24 - Polskie Radio Chopin - Radio Poland - Radio Katowice - Polskie Radio Kierowców | 216,928 MHz   | 11A   | 2 kW          | pionowa     | kierunkowa   | AAC/AAC+/AAC++ |

### Programy radiowe
| LP | Program                   | Właściciel                                                               | Częstotliwość | Moc nadajnika | Polaryzacja |
| -- | ------------------------- | ------------------------------------------------------------------------ | ------------- | ------------- | ----------- |
| 1  | Polskie Radio Program I   | Polskie Radio S.A.                                                       | 91,5 MHz      | 10 kW         | pozioma     |
| 2  | Radio Zet                 | Radio ZET Sp. z o.o.                                                     | 95,7 MHz      | 10 kW         | pozioma     |
| 3  | Polskie Radio Program III | Polskie Radio S.A.                                                       | 100,8 MHz     | 10 kW         | pozioma     |
| 4  | Polskie Radio Katowice    | Polskie Radio - Regionalna Rozgłośnia w Katowicach "Radio Katowice" S.A. | 103,0 MHz     | 10 kW         | pozioma     |
| 5  | Radio Bielsko             | Radio Bielsko Sp. z o.                                                   | 99,9 MHz      | 0,1 kW        | pionowa     |

## Nienadawane programy telewizyjne

### Wyłączone programy telewizyjne – analogowe
Programy telewizji analogowej wyłączone 19 marca 2013 roku. 	
| LP | Program | Właściciel                  | Częstotliwość | Kanał | Moc nadajnika | Polaryzacja |
| -- | ------- | --------------------------- | ------------- | ----- | ------------- | ----------- |
| 1  | TVP1    | Telewizja Polska S.A.       | 495,25 MHz    | 24    | 100 kW        | pozioma     |
| 2  | TVP2    | Telewizja Polska S.A.       | 631,25 MHz    | 41    | 100 kW        | pozioma     |
| 3  | Polsat  | Telewizja Polsat Sp. z o.o. | 767,25 MHz    | 58    | 100 kW        | pozioma     |